# Пришиб (Астраханская область)

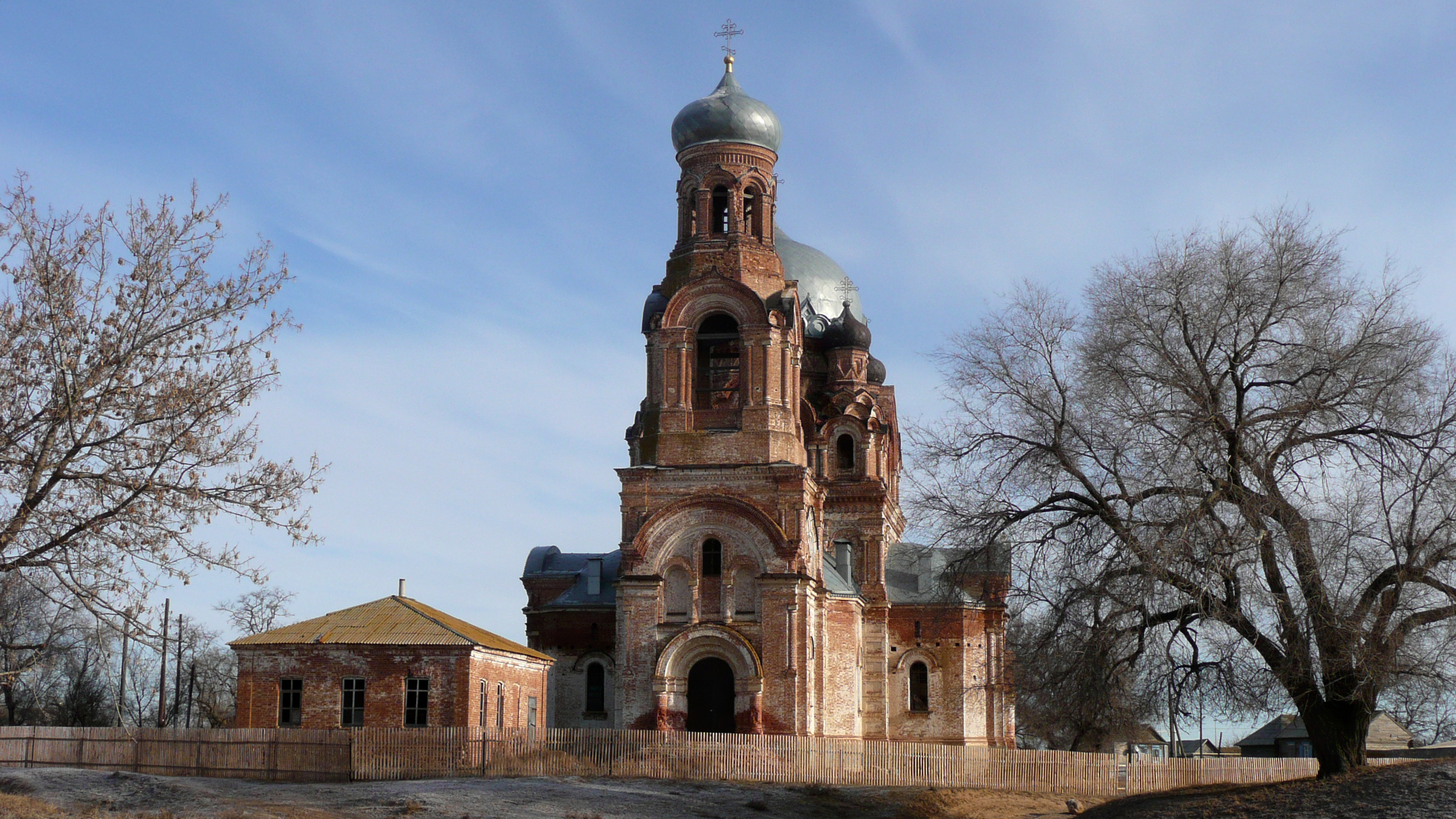
Церковь Покрова Пресвятой Богородицы

Приши́б — село в Енотаевском районе Астраханской области. Административный центр Пришибинского сельсовета.

## История
Название села, по всей видимости, связано с изменением течения реки Волга и указывает на особенности волжского рельефа местности, так как, согласно словарю В.И. Даля, пришиб – это волжский прибой, удар течения, отбой; яр – при крутом повороте реки, в колене.
В статистическом сборнике Центрального статистического комитета Министерства внутренних дел 1861 года село Пришиб, расположенное на правом берегу реки Волги, числилось как казённое село Пришибинское Нотаевского уезда Астраханской губернии. В просторечье оно именовалось как Голодяевка, потому что, согласно преданию, местные жители «объявляли, что умирают с голоду» и ходили в соседние село Никольское и казачью станицу Ветлянинскую просить милостыню.
Название «Пришибинское», по всей видимости, связано с прибытием беглых семейств и было привнесено от "Пришиба на реке Ахтуба", по воспоминаниям один из переселенцев признал, что имеет родственников в близлежащих от Пришиба селениях — Верхне-Ахтубинском и Средне-Ахтубинском.
Как указано в деле о первом заселении местностей Астраханской губернии, хранящемся в Государственном архиве Астраханской области, история села Пришибинского тесно связана с соседним селом Никольское и казачьей станицей Ветлянинской, и восходит к концу XVIII века, когда «15 человек волжских бурлаков, или лучше сказать — беглых людей, остались здесь зимовать, для чего вырыли себе общую землянку. В ту же зиму проезжал Астраханский губернатор., который узнавши от Ветлянинских казаков о существовании в здешнем месте сходцев, заехал к ним и объявил, что эта земля — казённая, и что, если они имеют желание, то могут привезти жён и детей и здесь селиться, и что паспортов с них никаких не спросят. Они изъявили желание и просили его позволения… Губернатор приказал жителям Никольским и Ветлянинским нарубить и привезти им из займища лесу, которого и было наволочено в достаточном количестве, так что каждый из них мог поставить себе отдельную лачужку и вызвать своё семейство».
К 1803 году, в самом начале 19 в., селение всё еще считалось строящимся, но в 1806 году оно уже имело административный статус деревни (скорее всего, казённой) и уже было названо в одном из императорских указов «деревня Пришиб».
Для села ключевой точкой становится 1807 год, когда, с разрешения министра внутренних дел, в село переселяется большая партия жителей-однодворцев, в количестве 254 душ, прибывших из села Клеповки Павловского уезда и села Верхние Острожки Бобровского уезда Воронежской губернии.
На это указывает как архивное дело Министерства внутренних дел Российской империи, так и то, что с февраля месяца в «Метрических записях о родившихся, бракосочетавшихся и умерших за 1836 г.» (1801–1836 гг., станица Ветлянинская) соседней казачьей станицы Ветлянинской за 1807 год появляются фамилии этих однодворцев из вышеуказанного селения Верхние Острожки: Бочарников, Печенкин, Суриков, Старков, Вашутин, Лепехин, Каширской, Донской.
К 1809 году селение Пришиб, по всей видимости, окончательно становится селом, так как обретает собственный молитвенный дом. Об этом указывает полное отсутствие крещеных из этого селения в церкви соседней казачьей станицы Ветлянинской, находившейся в 12 верстах, и новорожденные этого селения, по всей видимости, крестятся на месте. Именно с этого года начинаются метрические записи данного селения.
Первую же, тогда еще деревянную церковь во имя Покрова Пресвятой Богородицы разрешили построить в Пришибинском селении 8 июня 1828 года. 8 сентября 1836 года она была освящена.
На 1861 год оно получает статус казённого села Пришибинское Енотаевского уезда Астраханской губернии. К этому времени в нём насчитывается 242 двора, 1832 жителя; из хозяйства имеется православная церковь, три ярмарки и рыбный завод.

##### Село Пришиб после изменений в податной системе 1872 года
С 1872 года наступили некоторые изменения в податной системе сельских обществ, что отразилось на статусном положении села Пришибинское:
С 1872 года в податной системе совершилось важное преобразование: из сборов, взимаемых до этого времени с душ, оброчная подать, добавочный к оброчной подати сбор, и часть государственного земского сбора переведены на земли. Такая значительная перемена, в виду дальнейших преобразовании податной системы, в числе которых уже усматривается вопрос о подворном налоге, выяснила необходимость в наглядном изображении положения сельских обществ относительно лежащего на обязанности их платежа податей и других сборов, как для соображения подлежащих лиц при обсуждении податных вопросов и раскладок, так и для сравнения сельских обществ между собою и для извлечения других, могущих встретиться, сведений.
Всего же из душевых сборов переведено на поземельные от 3 руб. 24+1/4 коп. до 3 руб. 57+1/4 коп. и прежние душевые сборы, простиравшиеся, у государственных крестьян Астраханской губернии от 4 руб. 91+1/4 коп. до 5 руб. 79+1/4 коп. уменьшились и взимаются от 1 руб. 82+1/4 коп. до 2 руб. 94 коп., а поземельный сбор увеличился вместо, 4+1/2 коп. - от 12+45/100 до 41+9/10.
| Астраханская губерния с 1872 года                                                       |     |
| В губернии находилось 40 волостей, 155 сельских обществ и 185 селений; в числе обществ: |     |
| из государственных крестьян                                                             | 123 |
| из бывших удельных крестьян                                                             | 1   |
| из собственников, бывших помещичьих                                                     | 8   |
| из временно обязанных крестьян                                                          | 23  |

в связи с чем село Пришибинское пробрело особое положение внутри нумерационной системы введенной для сбора податей, надо учесть, что в это время крестьянский душевой надел в Пришибинском сельском обществе Енотаевского уезда составлял 13 десятин:
| №№ волостей | №№ сельских обществ | №№ селений | Енотаевского               |
| XXVI.       | 96                  | 120        | Пришибинское (Голодяевка). |

В связи этим с разделением земель Астраханской губернии по разрядам земли в Енотаевском уезде стали относиться к IV разряду, в том числе и земли села Пришибинское. Но в то же время, согласно "Ведомости о количестве оборочной подати в селениях государственных крестьян и выкупных платежей бывших удельных и помещичьих, приходящимся на одну десятину надела астраханской губернии", Пришибинскому сельскому обществу Енотаевского района (III разряда) назначается оборочная подать по владенным записям, на десятину надела, в размере 26,8 руб.
Нижеприведенная таблица наглядно показывает положение села Пришибинское внутри Никольской волости в связи с изменениями 1872 года.
| №№ волостей. | №№ обществ. | Наименование уездов, волостей, обществ и крестьян.                                | ЧИСЛО ДУШ.          | ЧИСЛО ДУШ.                 | ЧИСЛО ДУШ. | ЧИСЛО ДУШ.                                      | ЧИСЛО ДУШ.                                         | ЧИСЛО ДУШ. | Количество земли и оборочной подати выкупных платежей. | Количество земли и оборочной подати выкупных платежей. | Количество земли и оборочной подати выкупных платежей. | Количество земли и оборочной подати выкупных платежей. | Количество земли и оборочной подати выкупных платежей. | Количество лесного пространства. | Количество лесного пространства. | Количество лесного пространства. | Количество лесного пространства. | Количество лесного пространства. | Оклады сборов. | Оклады сборов.    | Оклады сборов.                   | Общее количество всех сборов кроме лесного налога. | Общее количество всех сборов кроме лесного налога. | Приходится.             | Приходится.                                      | Приходится.         | Приходится.                    |
| №№ волостей. | №№ обществ. | Наименование уездов, волостей, обществ и крестьян.                                | Ревизских окладных. | По личной ответственности. | Льготных.  | Нижних чинов с коих слагается оборочная подать. | Нижних чинов причисленных после владенных записей. | Итого.     | Разряды.                                               | Число десятин.                                         | В том числе излишних.                                  | Оборочной подати и выкупных платежей.                  | Оборочной подати и выкупных платежей.                  | Разряды.                         | Десятин.                         | Сверх того спорных и заказных.   | Лесного налога.                  | Лесного налога.                  | С душ.         | С десятины земли. | С десятины лесного пространства. | Руб.                                               | Коп.                                               | Душевого надела землею. | Оборочной подати и выкупных платежей с десятины. | Всех сборов с души. | Всех сборов с десятины надела. |
| №№ волостей. | №№ обществ. | Наименование уездов, волостей, обществ и крестьян.                                | Ревизских окладных. | По личной ответственности. | Льготных.  | Нижних чинов с коих слагается оборочная подать. | Нижних чинов причисленных после владенных записей. | Итого.     | Разряды.                                               | Число десятин.                                         | В том числе излишних.                                  | Руб.                                                   | Коп.                                                   | Разряды.                         | Десятин.                         | Сверх того спорных и заказных.   | Руб.                             | Коп.                             | С душ.         | С десятины земли. | С десятины лесного пространства. | Руб.                                               | Коп.                                               | Душевого надела землею. | Оборочной подати и выкупных платежей с десятины. | Всех сборов с души. | Всех сборов с десятины надела. |
|              |             | II. ЕНОТАЕВСКОГО УЕЗДА. Отдел I. Собственники из бывших государственных крестьян. |                     |                            |            |                                                 |                                                    |            |                                                        |                                                        |                                                        |                                                        |                                                        |                                  |                                  |                                  |                                  |                                  |                |                   |                                  |                                                    |                                                    |                         |                                                  |                     |                                |
| III          |             | Никольской волости                                                                | -                   | -                          | -          | -                                               | 3                                                  | 3          |                                                        |                                                        |                                                        |                                                        |                                                        |                                  |                                  |                                  |                                  |                                  |                |                   |                                  |                                                    |                                                    |                         |                                                  |                     |                                |
| III          | 48          | Никольского общества                                                              | 1417                | -                          | 2          | 9                                               | 74                                                 | 1502       | III                                                    | 16886,1                                                | -                                                      | 4303                                                   | 69                                                     | III                              | 659,0                            | -                                | 201                              | 91                               | 1р92+3/4       | 3+3/10            | 3+5/10                           | 7551                                               | 37                                                 | 11,2                    | 25,4                                             | 5 р 34              | 44,7                           |
| III          | 49          | Пришибинского                                                                     | 1028                | -                          | -          | 14                                              | 36                                                 | 1078       | -                                                      | 14050,4                                                | -                                                      | 3773                                                   | 99                                                     | -                                | 224,0                            | -                                | 68                               | 8                                | -              | -                 | -                                | 6148                                               | 19                                                 | 13,0                    | 26,8                                             | 5 р 98              | 43,2                           |
| III          |             |                                                                                   | 2445                | -                          | 2          | 23                                              | 113                                                | 2583       | III                                                    | 30936,5                                                | -                                                      | 8077                                                   | 68                                                     | III                              | 883,0                            | -                                | 269                              | 99                               |                |                   |                                  | 13699                                              | 56                                                 | 12,6                    | 26,1                                             | 5 р 68              | 44,2                           |

По данным Астраханского Губернского Статистического Комитета к 70-м годам 19 века часть населения соседних сел Пришибинское и Николаевское, среди прочего, занимались чумачеством - то есть возили селедку собственного приготовления на продажу по Московскому и Ставропольскому трактах.  На 1875 год, в Пришибинском этим занимались 350 человек с использованием 2800 быков (голов крупного рогатого скота), а в Николаевском - 270 человек с использованием лишь 2160 быков.
На это время в этих селах числилось: в Пришибинском 1419 ревизских человек, в Николаевском - 1028. Число учтенного рогатого скота в Пришибинском на тот момент 6852 голов, а в Николаевском - 5279 голов, что говорило о значительном приросте в Пришибинском в тот момент по сравнением с концом XVIII в.
В советское время в селе существовал колхоз имени XX съезда КПСС, который занимался сельским хозяйством, животноводством, рыболовством.

## Население
| 2002 | 2010  |
| ---- | ----- |
| 1267 | ↘1096 |

## Улицы
| - ул. 1 Мая, - ул. Володи Миляева, - ул. Куйбышева, - ул. Ленина, | - пер. Максима Горького, - пер. Маяковского, - ул. Мира, - пер. Молодой Гвардии, | - пер. Олега Кошевого, - ул. Пушкина, - ул. Советская, - ул. Степная. |

## Известные уроженцы
- Кириллов, Владимир Андреевич (1925—1999) — советский деятель речного транспорта, Герой Социалистического Труда.
- Тульников, Андрей Пантелеевич (1923—2015) — советский военнослужащий, старший лейтенант, Герой Советского Союза.

## Достопримечательности
В селе находится Церковь Покрова Богородицы, построенная в псевдовизантийском стиле в 1896 году. В 1920-х годах была закрыта.